# Sant Miquel de Puigverd d'Agramunt
Sant Miquel de Puigverd d'Agramunt és una església de Puigverd d'Agramunt (Urgell) inclosa a l'Inventari del Patrimoni Arquitectònic de Catalunya.

## Descripció
Petita ermita que comparteix advocació de Sant Miquel i la Mare de Déu de Gràcia. És un petit temple de planta basilical d'una sola nau coberta amb volta de canó amb arcs de reforç interiors. Algun d'aquests arcs finalitza amb una mènsula figurada. Dues són busts masculins barbats, una altra és un cavaller i una quarta és de difícil interpretació. És capçada per un absis poligonal. Externament es troba cobert per un sostre a dues aigües i els murs són a base de carreus de pedra regulars. La façana és de formes senzilles amb una entrada resolta amb un arc de mig punt dovellat amb l'anagrama de la Verge Maria al centre. Sobre l'entrada s'aixeca un campanar d'espadanya amb dues obertures i una sola campana.